# Xã Bush, Quận Boyd, Nebraska
Xã Bush (tiếng Anh: Bush Township) là một xã thuộc quận Boyd, tiểu bang Nebraska, Hoa Kỳ. Năm 2010, dân số của xã này là 77 người.